# Elke Biesbrouck
Elke Biesbrouck (Kortrijk, 23 september 1986) is een Belgisch voormalig badmintonster.

## Levensloop
Biesbrouck was aangesloten bij Lebad Heule. Ze werd tweemaal Belgisch kampioene in het enkelspel (2002 en 2003). Door een rugblessure was ze vervolgens twee en een half jaar non-actief.
Van beroep is ze medisch beeldvormer in het Heilig-Hartziekenhuis te Roeselare.